# Hendon
Hendon – dzielnica Londynu, leżąca w gminie London Borough of Barnet. W 2011 liczyła 18 472 mieszkańców. Hendon jest wspomniana w Domesday Book (1086) jako Handone.